# Botja llemenosa
La botja llemenosa (Artemisia campestris), és una espècie de planta amb flors del gènere Artemisia de la família de les asteràcies nativa d'Europa, el Caucas i el nord de l'Iran, el nord d'Àsia i Amèrica del Nord.
Addicionalment pot rebre els noms de botja, botja de riera, botja dels gitanos, botja pansera, botja rossa, encens, herba de les verges, herba del sant sepulcre, herba fetgera, herba ronyonera, llemenosa, llemenoses, mill de bosc, rebentapedres i sant sepulcre. També s'ha recollit la variant lingüística botxa.
Habita en llocs secs, praderies pobres i dunes. La subespècie glutinosa en matolls mediterranis, incloent els Països Catalans, entre el nivell del mar i 1.500 m. És una planta perenne inodora amb un rizoma. Les tiges florals fan 80 cm o més. Les fulles tenen pèls platejats quan són joves. Els capítols florals són grocs o vermells, ovats, de 3-4 mm de diàmetre. Floreix entre agost i setembre.

## Usos
Les arrels de la subespècie glutinosa s'utilitzen tradicionalment com a amargants, tòniques, antisèptiques urinàries, antihelmíntiques i colerètiques. Per via interna fàcilment s'arriba a dosis tòxiques.

## Taxonomia

### Subespècies
Es reconeixen 13 subespècies d'Artemisia campestris:
- Artemisia campestris subsp. alpina (DC.) Arcang.
- Artemisia campestris subsp. borealis (Pall.) H.M.Hall & Clem.
- Artemisia campestris subsp. bottnica Lundstr. ex Kindb.
- Artemisia campestris subsp. campestris
- Artemisia campestris subsp. canadensis (Michx.) Scoggan
- Artemisia campestris subsp. caudata (Michx.) H.M.Hall & Clem.
- Artemisia campestris subsp. cinerea Le Houér.
- Artemisia campestris subsp. glutinosa (Gay ex Bess.) Batt.
- Artemisia campestris subsp. lednicensis (Spreng.) Greuter & Raab-Straube
- Artemisia campestris subsp. lempergii Sennen
- Artemisia campestris subsp. maritima (DC.) Arcang.
- Artemisia campestris subsp. pacifica H.M.Hall & Clem.
- Artemisia campestris subsp. variabilis (Ten.) Greuter

### Sinònims
A continuació s'enumeren els noms científics que són sinònims d'Artemisia campestris i de les seves subespècies.
- Sinònims d'Artemisia campestris:[2]
  - Artemisia campestris subsp. typica H.M.Hall & Clem.
  - Draconia campestris (L.) Soják
  - Oligosporus campestris (L.) Cass.

- Sinònims de la subespècie Artemisia campestris subsp. alpina:[4]
  - Artemisia argyrea (Jord. & Fourr.) O.Schwarz
  - Draconia campestris subsp. alpina (DC.) Soják
  - Oligosporus argyreus Jord. & Fourr.
- Sinònims de la subespècie Artemisia campestris subsp. borealis:[5]
  - Absinthium boreale (Pall.) Besser
  - Artemisia allionii Nyman
  - Artemisia ambigua Thunb.
  - Artemisia bocconei All.
  - Artemisia borealis Pall.
  - Artemisia borealis f. adamsii (Besser) J.Rousseau
  - Artemisia borealis var. adamsii Besser
  - Artemisia borealis var. alluvialis Korobkov
  - Artemisia borealis var. ammophila Korobkov
  - Artemisia borealis var. besseri Torr. & A.Gray
  - Artemisia borealis var. canadensis Bush
  - Artemisia borealis f. latisecta (Fernald) J.Rousseau
  - Artemisia borealis var. latisecta Fernald
  - Artemisia borealis var. ledebourii Besser
  - Artemisia borealis subsp. mertensii (Besser ex Poljakov) V.P.Ameljczenko
  - Artemisia borealis var. mertensii Besser
  - Artemisia borealis f. purshii (Besser ex Hook) J.Rousseau
  - Artemisia borealis var. purshii Besser
  - Artemisia borealis subsp. purshii (Besser ex Hook) Hultén
  - Artemisia borealis var. spithamaea (Pursh) Torr. & A.Gray
  - Artemisia borealis f. typica J.Rousseau
  - Artemisia borealis var. wormskioldii Besser
  - Artemisia borealis f. wormskioldii (Besser) J.Rousseau
  - Artemisia campestris var. borealis (Pall.) M.Peck
  - Artemisia campestris var. purshii (Besser) Cronquist
  - Artemisia campestris var. spithamaea (Pursh) M.Peck
  - Artemisia campestris subsp. spithamaea (Pursh) H.M.Hall & Clem.
  - Artemisia campestris var. wormskioldii (Besser ex Hook) Cronquist
  - Artemisia camtschatica Schltdl. ex Ledeb.
  - Artemisia gelida Ledeb.
  - Artemisia helvetica Schleich.
  - Artemisia nana Gaudin
  - Artemisia norica Leyb.
  - Artemisia pallasii Willd. ex Spreng.
  - Artemisia purshiana Besser
  - Artemisia ripicola Rydb.
  - Artemisia spithamaea Pursh
  - Artemisia stelleri Steven ex Ledeb.
  - Artemisia vermiculata Schangin ex DC.
  - Artemisia violacea Ledeb.
  - Draconia campestris subsp. borealis (Pall.) Soják
  - Oligosporus borealis (Pall.) Poljakov
  - Oligosporus groenlandicus (Hornem.) Á.Löve & D.Löve
  - Oligosporus nanus (Gaudin) Poljakov
  - Oligosporus peucedanifolius (Juss. ex DC.) Poljakov

- Draconia campestris subsp. bottnica (Lundstr. ex Kindb.) Soják

- Abrotanum frutescens Gilib.
- Absinthium campestre Dulac
- Absinthium virescens Juss. ex Besser
- Artemisia bothnica Lundstr. ex Nyman
- Artemisia clausonis Pomel
- Artemisia coarctata Turcz. ex Ledeb.
- Artemisia collina Schur
- Artemisia dniproica Klokov
- Artemisia glabrescens Stokes
- Artemisia hermaphrodita Kit. ex Ledeb.
- Artemisia infirma S.G.Gmel. ex Ledeb.
- Artemisia italica M.Bieb. ex Ledeb.
- Artemisia jussieana J.Gay ex Besser
- Artemisia occitanica Salzm. ex DC.
- Artemisia odoratissima Desf.
- Artemisia santonicum Siev. ex Besser
- Artemisia tenuifolia Bubani
- Draconia campestris f. oligocephala (Abrom.) Sutorý
- Oligosporus brachylobus Jord. & Fourr.
- Oligosporus brachyphyllus Jord. & Fourr.
- Oligosporus brevicaulis Jord. & Fourr.
- Oligosporus collinus Jord. & Fourr.
- Oligosporus delphinensis Jord. & Fourr.
- Oligosporus eoythrocladus Jord. & Fourr.
- Oligosporus floribundus Jord. & Fourr.
- Oligosporus fuscatus Jord. & Fourr.
- Oligosporus griseus Jord. & Fourr.
- Oligosporus implexus Jord. & Fourr.
- Oligosporus jussieanus (J.Gay ex Besser) Poljakov
- Oligosporus laxatus Jord. & Fourr.
- Oligosporus littoreus Jord. & Fourr.
- Oligosporus monticola Jord. & Fourr.
- Oligosporus orophilus Jord. & Fourr.
- Oligosporus parvulus Jord. & Fourr.
- Oligosporus pubescens Jord. & Fourr.
- Oligosporus pyramidatus Jord. & Fourr.
- Oligosporus stenocladus Jord. & Fourr.
- Oligosporus suberectus Jord. & Fourr.
- Oligosporus tenuifolius Jord. & Fourr.
- Oligosporus virescens Jord. & Fourr.
- Oligosporus xylopodus Jord. & Fourr.

- Artemisia campestris var. canadensis (Michx.) S.L.Welsh
- Artemisia canadensis Michx.
- Artemisia canadensis f. dutillyanus J.Rousseau ex Lepage
- Artemisia canadensis f. peucedanifolia (Juss. ex DC.) J.Rousseau
- Artemisia canadensis f. pumila J.Rousseau
- Artemisia canadensis f. repustris J.Rousseau
- Artemisia canadensis f. typica J.Rousseau
- Artemisia groenlandica Hornem.
- Artemisia peucedanifolia Juss. ex DC.
- Oligosporus canadensis (Michx.) Poljakov

- Artemisia campestris var. caudata (Michx.) B.L.Turner
- Artemisia caudata Michx.
- Artemisia caudata var. calvens Lunell
- Artemisia caudata f. forwoodii (S.Watson) J.Rousseau
- Artemisia caudata var. majuscula J.Rousseau
- Artemisia caudata f. pubera J.Rousseau
- Artemisia caudata var. rydbergiana B.Boivin
- Artemisia caudata f. typica J.Rousseau
- Artemisia cordata Alph.Wood
- Artemisia forwoodii S.Watson
- Artemisia forwoodii var. calvens (Lunell) Lunell
- Oligosporus campestris subsp. caudatus (Michx.) W.A.Weber
- Oligosporus caudatus (Michx.) Poljakov

- Artemisia campestris var. glutinosa (J.Gay ex Besser) Y.R.Ling
- Artemisia glutinosa J.Gay ex Besser
- Artemisia glutinosa J.Gay ex DC.
- Artemisia lanata Lam.
- Artemisia monspeliensis Nyman
- Artemisia neapolitana Ten.
- Artemisia paniculata Sch.Bip. ex Willk.
- Artemisia procera Lapeyr.
- Artemisia saligna Ten.
- Artemisia viscosa DC.
- Draconia campestris subsp. glutinosa (DC.) Soják
- Oligosporus glutinosus Fourr.
- Oligosporus glutinosus (J.Gay ex Besser) Poljakov
- Oligosporus monspeliensis Jord. & Fourr.
- Oligosporus variabilis (Ten.) Poljakov

- Artemisia lednicensis Rochel ex Spreng.

- Artemisia crithmifolia L.
- Artemisia gayana Besser
- Draconia campestris subsp. maritima (DC.) Soják

- Artemisia campestris var. pacifica (Nutt.) M.Peck
- Artemisia campestris var. petiolata S.L.Welsh
- Artemisia campestris var. scouleriana (Besser ex Hook.) Cronquist
- Artemisia campestris var. strutzae S.L.Welsh
- Artemisia camporum Rydb.
- Artemisia commutata var. hookeriana (Besser) Besser
- Artemisia commutata var. scouleriana (Besser) Besser
- Artemisia desertorum var. hookeriana Besser
- Artemisia desertorum var. scouleriana Besser
- Artemisia norvegica var. pacifica (Nutt.) A.Gray
- Artemisia pacifica Nutt.
- Artemisia scouleriana Rydb.
- Oligosporus campestris subsp. pacificus (Nutt.) W.A.Weber
- Oligosporus pacificus (Nutt.) Poljakov